# Opération Turquoise
L'Opération Turquoise ("Operazione turchese") è stata un'operazione militare condotta dalle forze armate francesi in Ruanda nel giugno del 1994 sotto il mandato delle Nazioni Unite, con il fine di porre un freno alle violenze in atto nell'ambito della guerra civile ruandese poi sfociate nel sanguinoso "Genocidio del Ruanda". La missione, autorizzata dalla risoluzione 929 del Consiglio di sicurezza delle Nazioni Unite del 22 giugno 1994, vide il dispiegamento di 2 550 militari francesi e 500 soldati africani.
L'intervento cessò con lo spirare del mandato ONU il 21 agosto 1994, a seguito del quale tutte le truppe vennero immediatamente ritirate.
L'operazione fu oggetto di diverse controversie poiché si dimostrò incapace di porre un limite ai massacri in corso nel Ruanda.

## Contesto
Gli attriti sociali tra le etnie hutu e tutsi in Ruanda sono noti fin dal colonialismo belga e con il passare degli anni non si sono mai estinti. La situazione del paese, fortemente instabile malgrado la presenza della missione delle Nazioni Unite UNAMIR, precipitò definitivamente il 6 aprile 1994 quando il Falcon 50 che trasportava il presidente ruandese Juvénal Habyarimana e il presidente del Burundi Cyprien Ntaryamira venne abbattuto da un missile mentre era in atterraggio all'aeroporto di Kigali in ritorno da un colloquio di pace.
La prima organizzazione internazionale ad accorgersi dell'inizio dei massacri fu Medici Senza Frontiere. A partire dal 7 aprile, appena un giorno dopo l'abbattimento del volo di Stato, l'ospedale umanitario di Kigali arrivò ben presto alla capienza massima e lo staff sanitario rilevò che la maggior parte dei ricoverati erano di etnia tutsi.
Il 16 maggio durante un'intervista a TF1 video Jean-Hervé Bradol, medico di MSF in Ruanda, accusa duramente la Francia di non aver intrapreso alcun'azione per denunciare i massacri di civili ruandesi.
Il 18 giugno, per la prima volta nella sua storia, Medici Senza Frontiere chiede ufficialmente all'ONU un intervento armato, dichiarando: "Non è possibile fermare i genocidi con i medici"
Quattro giorni più tardi, il 22 giugno, il primo ministro Édouard Balladur si rivolge all'Assemblea Nazionale affermando che la Francia è pronta a intervenire con una missione umanitaria sotto mandato ONU in Ruanda. Il medesimo giorno la risoluzione numero 929 del Consiglio di Sicurezza delle Nazioni Unite che autorizza l'intervento francese viene approvata con 10 voti a favore, nessun contrario e 4 astenuti.
Il Fronte Patriottico Ruandese (RPF), fondato dagli Tutsi nel 1987, apprese negativamente la notizia dell'intervento francese ritenendolo di fatto come un'aggressione.
Inizialmente nessuna nazione occidentale diede supporto alla Francia, nemmeno l'Italia che per voce del suo primo ministro Silvio Berlusconi aveva promesso 400 soldati.

### Ruolo della radio RTLM
Le Radio Télévision Libre des Mille Collines giocò un ruolo fondamentale negli eventi del genocidio ruandese in quanto fomentò l'odio verso l'etnia tutsi incitando gli hutu a una vera e propria caccia all'uomo. La radio, durante l'Operazione Turchese, trasmetteva dalla città di Ginsenyi tramite una postazione mobile
Non ci fu nessun intervento francese contro la radio.

## Missione

### Pianificazione
In accordo con la risoluzione 929, l'obiettivo dell'Operazione Turquoise era quello di fermare le uccisioni utilizzando, se necessario, anche la forza. Le intenzioni del governo francese erano quelle di mantenere un atteggiamento neutrale nei confronti delle due etnie (hutu e tutsi) e supportare attivamente le ONG sottolineando il carattere umanitario dell'intervento. Le regole di ingaggio erano quelle del concetto di autodifesa esteso.
Dopo un'analisi delle nazioni confinanti la prima base logistica venne stabilita in Congo, lungo il confine occidente ruandese. Il comando della missione era localizzato a Goma e le forze in campo facevano capo al generale Jean-Claude Lafourcade.
L'Operazione Turquoise è stata divisa in tre differenti fasi

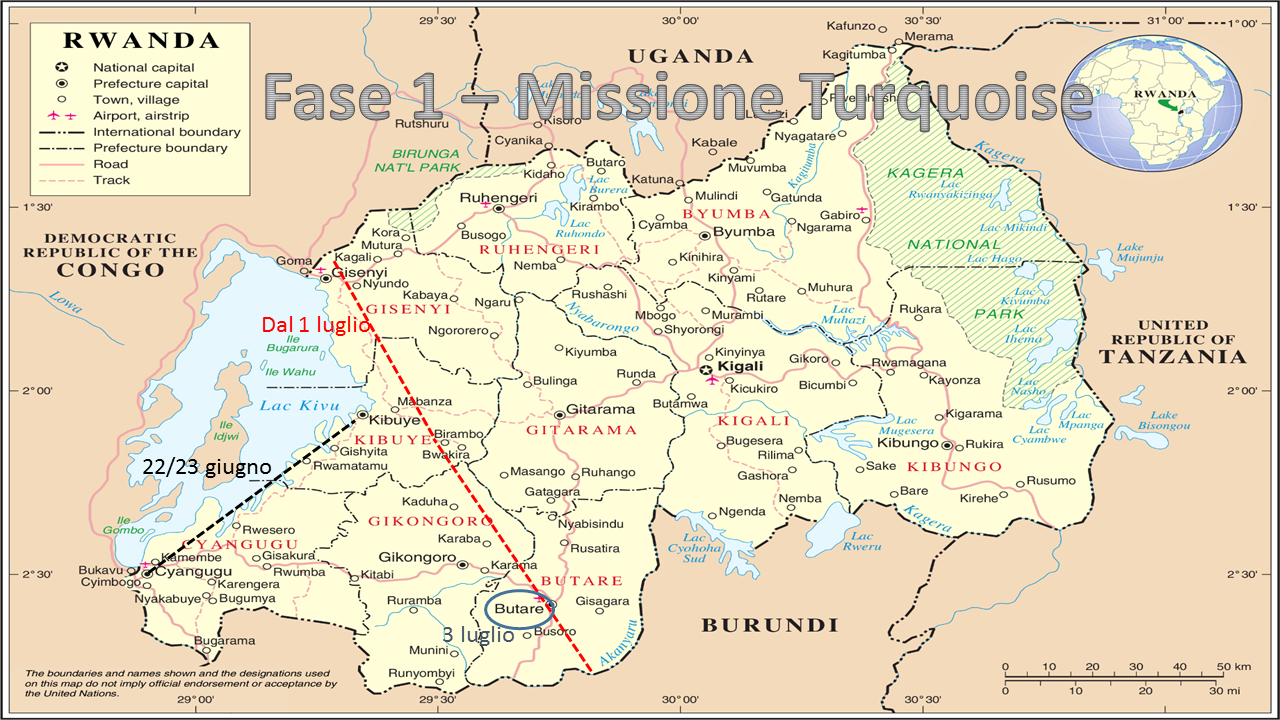
Il dispiegamento delle truppe francesi nella prima fase dell'operazione

### Fase 1
La prima fase comprese un arco temporale tra il 22 giugno e il 4 luglio durante il quale le truppe francesi stazionate in Congo entrarono in Ruanda e si posizionarono lungo un asse sud-nord che passa per le città di Cyangugu, Kibuye, Gisenyi. Il 23 giugno a una decina di chilometri da Cyangugu vennero raggruppati circa 10 000 tutsi.
Dal 1º luglio venne ordinato alle truppe di avanzare per missioni di ricognizione sia verso nord che verso est. Il 2 luglio un distaccamento si mosse verso Butare dove 1000 persone, di cui 700 orfani, furono evacuate. Durante questa occasione si verificò il primo scontro con l'RPF.
La prima fase si concluse con la presa della città di Kigali anche se la permanenza delle truppe francesi sul territorio mise in serio pericolo la neutralità dell'intervento.
Gli attacchi da parte delle forze dell'RPF causarono enormi esodi di popolazione.
Venne quindi auspicata la creazione di una zona umanitaria del sud-ovest del paese.

### Fase 2
Durante la seconda fase venne istituita ufficialmente una zona umanitaria nel sud-ovest per autorizzare in modo formale le truppe francesi a sostare in Ruanda. La zona, compresa tra le città di Cyangugu, Kivuye e Gikongoro, prese il nome di "Zona Turquoise"
La zona appena istituita si rivelò ben presto incapace di fermare i genocidi che continuarono anche all'interno della stessa.

### Fase 3
Il 14 luglio l'RPF arrivò alla città di Goma e i conseguenti combattimenti provocarono oltre un milione di rifugiati hutu.
La situazione umanitaria nel paese crollò ulteriormente e la popolazione ruandese iniziò a provare un forte risentimento nei confronti della Francia accusata di non essere riuscita ad arginare i combattimenti.
Il 22 luglio a Goma scoppiò un'epidemia di colera che secondo le stime dei medici francesi provocò quasi 50 000 morti in 10 giorni. Le forze francesi furono quindi concentrate nella rimozione dei cadaveri e nella loro sepoltura per arginare la diffusione dell'epidemia.

### Rientro
In osservanza alla risoluzione 929 delle Nazioni Unite, il 21 agosto iniziarono le procedure per il disimpegno delle forze francesi. Tra il 28 luglio e il 21 agosto arrivarono: 200 etiopi, 780 ghanesi, 500 britannici, 300 nigeriani, 310 canadesi e 20 australiani che andarono a formare il MINUAR con il compito di sostituire le forze francesi.
Le truppe francesi che erano ancora impegnate sul terreno dopo il 21 agosto passarono alle dipendenze del contingente MINUAR.

## Conseguenze

### La vittoria del Fronte Patriottico Ruandese
Dopo il ritiro delle truppe francesi la "Zona Turquoise" venne immediatamente conquistata dalle truppe del RPF causando un ulteriore esodo della popolazione.
La conquista di Kigali a giugno per mano delle forze RPF portò alla caduta del governo ed al conseguente cessate il fuoco.
Circa due milioni di Hutu si rifugiarono nell'allora Zaire (ora Repubblica Democratica del Congo) e oltre il proseguire degli scontri in Ruanda la forte presenza Hutu nella Repubblica Democratica del Congo portò a violenti scontri con la popolazione locale. Per il Burundi invece l'operazione evitò l'ingresso di una moltitudine di rifugiati che avrebbero destabilizzato il paese.

### Il governo provvisorio
Il 9 aprile a Gitarama venne formato un governo provvisorio guidato dal primo ministro Hutu Jean Kambanda e dal presidente Théodore Sindikubwabo dal quale l'Eliseo prese subito le distanze.
Il governo provvisorio fu costretto quattro giorni dopo a ripiegare a Gisenyi.

## Critiche
I risultati e l'organizzazione dell'Operazione Turchese vennero largamente criticati in Francia per il fallimento nel fermare i genocidi e la compresenza sul territorio ruandese di due distinti contingenti sotto l'egida dell'ONU.
Le truppe francesi si trovarono impreparate nel gestire una missione a carattere umanitario e la loro capacità di dialogo politico/militare era fortemente segnata dagli interventi degli anni precedenti a fianco degli Hutu contro le ribellioni Tutsi.
Il colonnello belga Luc Marchal impegnato nella missione MINUAR denunciò pubblicamente che un aereo francese che doveva essere impegnato per il rimpatrio degli europei era in realtà carico di armi dirette agli hutu.
Il generale Philippe Mercier affermò che era impossibile per la Francia fermare i genocidi su scala nazionale in quanto sarebbero serviti dai 40 000 ai 55 000 soldati sul campo.
Nel 2006 l'ex ambasciatore ruandese in Francia Jacques Bihozagara accusò duramente la Francia di non essere intervenuta nei tempi e nei modi opportuni.
Il motivo umanitario che era alla base dell'operazione venne messo in discussione. Secondo molti l'intervento francese era rivolto a fermare la rapida crescita del partito RPF a danno del governo a guida Hutu.Nel 2014 un ex-capitano dell'esercito francese riporta a France24 che era previsto un intervento di terra con supporto aereo nella città di Kali per fermare l'avanzata del RPF. Il generale Lefourcade respinse le accuse dichiarando che l'intervento francese salvò decine di migliaia di persone. La stessa posizione è condivisa dal generale Hogard che al tempo era il comandante del distaccamento della legione straniera operante in Ruanda.